# Notorious (canção de The Saturdays)
"Notorious" é uma canção do girl group britânico The Saturdays, lançado como o primeiro single do terceiro álbum de estúdio, "On Your Radar". A canção foi escrita por Ina Wroldsen e Steve Mac, que também produziu a música. O single foi lançado digitalmente em 22 de maio de 2011. "Notorious" foi gravado em 2011 logo  após a banda achar um novo som para seu disco. De acordo com a letra da canção, a banda está amando a vida, elas gostam de sair e se divertir no entanto tem também o trabalho duro. A letra da canção foi descrita como "brincalhona". Vanessa White disse que a música foi uma abordagem mais "crescida" para a música que eles lançaram antes.
"Notorious" recebeu críticas positivas, principalmente dos críticos. Ela ganhou comparações com o Black Eyed Peas, Rihanna e Kelis. Alguns críticos da música rotularam a canção como "bastante surpreendente" e "grande" e "um pouco de Black Eyed Peas-esque".

## Lançamento
O lançamento do single foi acompanhado por um vídeo de música, que foi filmado em Los Angeles , e a versão final do vídeo estreou dia 19 de maio de 2011. O vídeo da música foi descrito como "a secretária sexy junta-se ao trabalho de um dia no escritório" e "O elevador se abre para uma pista de dança, onde eles se divertem na frente de alguns homens". Além disso, antes do lançamento da canção cada membro do grupo lançpu em seu Twitter "teasers lyric", onde eles liberavam trechos da música a cada dia.

## Video Musical
O vídeo da música começa na prefeitura holandesa chamada "Palácio do Gelo". A cena muda para um elevador, onde a banda está em pé dentro dele com o jogo "Notorious" no fundo, antes da introdução efetiva para a música começar. Em seguida, a cena muda mostrando a banda em pé em um elevador vestindo roupas, em um tema de vermelho, branco e preto. Rochelle em seguida, pressiona o botão 5 para levá-los para o 5º andar. Quando a porta do elevador se fecha a música começa, e Mollie começa a cantar a introdução enquanto os outros membros da banda por trás dela começar a escovar-se e passar maquiagem antes de ir para o escritório. A cena é filmada em uma retrospectiva de stop-motion. Elas, então, estão em um grande escritório branco que é sugerido como seu local de trabalho. Lá, elas se sentam em mesas e imediatamente começam a trabalhar, com os membros revelando seu tédio com o trabalho em carimbar pedaços de papel colorido escrito "Notorious". Elas, então, deixam sua mesa de trabalho e voltam para o elevador. Rochelle pressiona o botão 15 para levá-los para 15º andar. Enquanto elas sobem no elevador a banda começa a enfeitar, deixando o cabelo cair e roupas mais curtas. No início do segundo verso, o elevador se abre e procede Una com seus versos, enquanto fotos revelam que as meninas chegaram em uma boate lotada e lá se segue o resto do clipe as meninas em uma festa.

## Formatos e faixas
Digital single
(Release 22 maio 2011)
1. "Notorious"                                                              - 3:11
2. "Notorious" (Karaoke Version)                             - 3:15
3. "Higher" (Live from the Headlines! Tour) (iTunes Pre-order only) - 5:07

CD Single
(Release 20 junho 2011)
1. "Notorious"                                                              - 3:11
2. "Not That Kinda Girl"                                                    - 3:09

iTunes Remixes EP
(Release 19 junho 2011)
1. "Notorious" (Chuckie Extended Remix)                        - 4:03
2. "Notorious" (Almighty Remix)                           - 6:10
3. "Notorious" (JRMX Club Mix)                               - 6:22
4. "Notorious" (Chuckie Remix Radio Edit)                          - 3:18
5. "Notorious" (Almighty Remix Radio Edit)                           - 3:31

iTunes Chipmunk Remix
(Release 26 junho 2011)
1. "Notorious" (Chipmunk Remix)                           - 3:28

iTunes Single
(Release 26 junho 2011)
1. "Notorious" (Jorg Schmid Radio Edit)                           - 3:26
2. "Not That Kinda Girl"                                                    - 3:09

Beatport Single
(Release 30 junho 2011)
1. "Notorious" (Chuckie Dirty Dutch Club Mix)                           - 6:31
2. "Notorious" (Chuckie Dirty Dutch Dub)                           - 6:31

## Posições nas paradas
| Chart (2011)                     | Melhor posição |
| -------------------------------- | -------------- |
| Irlanda (IRMA)                   | 19             |
| Escócia (Scottish Singles Chart) | 8              |
| South Korea (GIC)                | 164            |
| Reino Unido (UK Singles Chart)   | 8              |